# Ignatius Ayau Kaigama
Ignatius Ayau Kaigama (Kona, 31 de julho de 1958) é um prelado nigeriano da Igreja Católica que é arcebispo de Abuja desde 9 de novembro de 2019. Foi o primeiro bispo de Jalingo de 1995 a 2000, arcebispo de Jos de 2000 a 2019, e coadjutor em Abuja por 11 meses antes de se tornar arcebispo lá.

## Biografia
Ignatius Kaigama nasceu em Kona, Taraba , em 31 de julho de 1958. Estudou para o sacerdócio no Seminário Santo Agostinho em Jos e foi ordenado sacerdote em 6 de junho de 1981. Obteve o doutorado em teologia em 1991 pela Pontifícia Universidade Gregoriana.
Ele era vigário geral da Diocese de Yola e pároco de Santo Agostinho em Jalingo quando o Papa João Paulo II o nomeou bispo da recém-criada Diocese de Jalingo em 3 de fevereiro de 1995. Ele foi consagrado bispo em 23 de abril de 1995  pelo Patrick Francis Sheehan OSA, os co-consagradores foram Gregory Obinna Ochiagha, bispo de Orlu, e Athanasius Atule Usuh, bispo de Makurdi.

### Arcebispo de Jos
Em 18 de maio de 2000, o Papa João Paulo II nomeou Kaigama para suceder Gabriel Gonsum Ganaka como arcebispo de Jos.
Após a eclosão do que parecia ser violência inter-religiosa em Jos em 2010, ele alertou que era superficial ver a religião e a etnia como fontes de conflito. Ele disse que há “fatores sociais, econômicos e políticos responsáveis por esta crise recorrente, da qual nunca chegamos”. Ele condenou os “oportunistas políticos e pregadores religiosos ignorantes” que manipulam os jovens, especialmente os desempregados.  Ele ajudou a acalmar a situação e esclareceu a natureza do conflito na imprensa local e internacional. Nesse mesmo ano, fundou o Centro Inter-religioso de Formação Profissional para Jovens em Bokkos, no estado de Plateau, que reúne jovens muçulmanos e cristãos na esperança de conter a violência na região.
Em 2011, fundou o Centro de Diálogo, Reconciliação e Paz em Jos. Em 2007 fundou o Centro de Formação de Catequistas Femininas em Kwall, Plateau State. Destacam-se entre os seus escritos os livros: Diálogo da Vida: Uma Necessidade Urgente para Muçulmanos e Cristãos Nigerianos e Paz, não Guerra: Uma Década de Intervenções nas Crises do Estado do Planalto (2002 - 2011) .
Em 25 de julho de 2012, o Papa Bento XVI nomeou Kaigama membro do Pontifício Conselho para a Promoção da Nova Evangelização.
Kaigama foi presidente da Conferência Episcopal Nigeriana de 2012 a 2018  e presidente da Reunião das Conferências Episcopais da África Ocidental de 2016 a 2022. Ele foi presidente do Comitê Inter-religioso para a Paz de 2005 a 2007 e do Associação Cristã da Nigéria no Estado de Plateau de 2007 a 2010. Juntamente com o Emir de Wase , Alhaji Haruna Abdullahi, esteve envolvido na promoção da compreensão mútua entre cristãos e muçulmanos.
Em 2014, como presidente da Conferência Episcopal Nigeriana, assinou uma carta que elogiava a legislação nigeriana que abominava o casamento entre pessoas do mesmo sexo. Chamou a lei de um acto corajoso e um passo ousado que defendeu a dignidade e a santidade do casamento, mesmo face à pressão de governos estrangeiros. No seu discurso na Conferência dos Bispos Católicos em 2015, ele reiterou a posição dos bispos em oposição a qualquer legislação que contradiga “as nossas normas culturais e religiosas do casamento”. “O nosso compromisso de proporcionar justiça àqueles cujos direitos são injustamente violados é inabalável”, afirmou. Afirmou ainda que, tal como acontece com outros casos pastorais, haveria uma resposta pastoral para essas pessoas. Esta posição tem sido amplamente mal interpretada e mal relatada como "os bispos católicos nigerianos pedem ao governo para prender pessoas com diferentes orientações sexuais".
Ele participou do Sínodo sobre a Família em 2014  e 2015. Falando na sessão de outubro de 2014, Kaigama condenou programas de ajuda externa que condescendem com os africanos::
Temos organizações, países e grupos internacionais que gostam de nos incitar a desviar-nos das nossas práticas culturais, tradições e até mesmo das nossas crenças religiosas. E isto deve-se à sua crença de que as suas opiniões devem ser as nossas. As suas opiniões e o seu conceito de vida devem ser os nossos.
Opôs-se às organizações internacionais que promovem o controlo populacional quando África precisa de alimentos, educação, fornecimento de energia fiável e cuidados de saúde.
Como presidente da Conferência Episcopal Nigeriana, foi Visitador da Universidade Veritas, Abuja. Ele é o chanceler da Universidade Godfrey Okoye, Enugu desde 4 de outubro de 2013. Como presidente da Reunião das Conferências Episcopais da África Ocidental, foi o grão-chanceler da L'université Catholique de l'Afrique de l'Ouest (UCAO) e chanceler do Instituto Católico da África Ocidental (CIWA), Port Harcourt.
Em Outubro de 2015, o trabalho inter-religioso que Kaigama e o líder muçulmano Emir Muhammadu Mohammed Muazu de Kanam estão a realizar na Nigéria foi descrito no artigo da Deutsche Welle , “Nigéria: Diálogo religioso em tempos de terror”.  Kaigama viaja muito ao redor do mundo para falar sobre a paz e compartilhar sua experiência de diálogo/colaboração inter-religiosa e esforços de construção da paz. [carece de fontes]

### Arcebispo de Abuja
Em 11 de março de 2019, o Papa Francisco nomeou-o Arcebispo Coadjutor de Abuja. Em 9 de novembro de 2019, tornou-se arcebispo de Abuja quando o Papa Francisco aceitou a renúncia do Cardeal John Onaiyekan .  Ele foi empossado em 5 de dezembro em uma cerimônia com a presença do vice-presidente nigeriano Yemi Osinbajo e do núncio apostólico, arcebispo Antonio Filipazzi . Filipazzi observou que a etnia não desempenhou nenhum papel na nomeação de Kaigama porque “a Igreja Católica é uma só”.  Como arcebispo, é reitor ex officio da Universidade Veritas em Abuja.
Em agosto de 2022, ele criticou o governo nigeriano e a classe dominante pela crescente insegurança que os cristãos experimentam. Ele disse à Ajuda à Igreja que Sofre :
Há uma perseguição sutil, que é ainda mais perigosa. Isto é feito de tal forma que não se pode dizer que estão realmente a matar os cristãos, eles não afastaram os cristãos, mas a forma como o Governo age permite-nos ter a certeza de que os cristãos não são favorecidos. Não há igualdade. Somos um país que tem mais ou menos 50-50 cristãos-muçulmanos, por isso deve haver uma distribuição igualitária de recursos, de oportunidades, e as pessoas devem sentir-se incluídas em posições políticas, económicas ou de segurança sensíveis.

## Honras
Ele recebeu dois títulos de doutorado honorário em Administração Pública e Gestão de Recursos Humanos pela Godfrey Okoye University, Enugu em 2015 e Madonna University em 2016, respectivamente. 
Recebeu um prêmio internacional, o “Prêmio Pombas de Ouro da Paz” da Itália em 2012, bem como o Prêmio da Paz San Valentino da Diocese de Terni-Narni-Amelia em 2013, também na Itália. Em 2014, recebeu o Prêmio Religioso de uma Organização Não Governamental Turca, a Fundação de Diálogo UFUK.Em 11 de outubro de 2022, recebeu um Prêmio Nacional de seu país natal, a Nigéria, com o título de Oficial da Ordem da República Federal (OFR). Kaigama também recebeu vários outros prêmios.